# Herminia czernyi
Herminia czernyi là một loài bướm đêm trong họ Noctuidae.